# Hassan Al-Haydos
Hassan Khalid Hassan Al-Haydos (arabiska: حسن خالد حسن الهيدوس), född 11 december 1990, är en qatarisk fotbollsspelare som spelar för Al Sadd och Qatars landslag.

## Landslagskarriär
Al-Haydos debuterade för Qatars landslag den 10 september 2008 i en 1–1-match mot Bahrain.